# Acylochilus assimilis
Acylochilus assimilis är en skalbaggsart som beskrevs av Ohaus 1910. Acylochilus assimilis ingår i släktet Acylochilus och familjen Melolonthidae. Inga underarter finns listade i Catalogue of Life.